# Castelo de Valençay

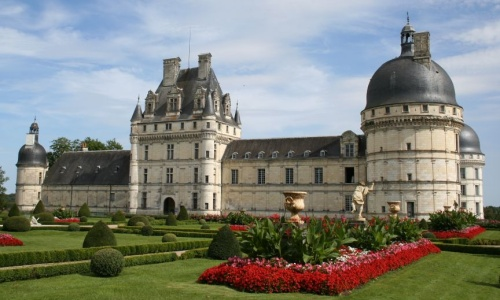
Vista geral do Castelo de Valençay.

O Château de Valençay localiza-se na Comuna de Valençay, no departamento de Indre, na França.
Situado na borda de um planalto, de frente para Nahon, trata-se dum palácio rural que serviu de residência às famílias d'Estampes e Talleyrand-Périgord. Pertenceu a John Law e, depois, ao Príncipe de Talleyrand.
Apesar de geograficamente pertencer à província de Berry, a sua arquitectura leva a comparações com os castelos do vale do rio Loire, especialmente o Château de Chambord. 
O solar foi descrito por George Sand como "um dos mais belos da Terra", que também observou que nenhum rei possuiu um parque tão pitoresco.
Está classificado com o título de Monumento Histórico desde Setembro de 1975.

## História

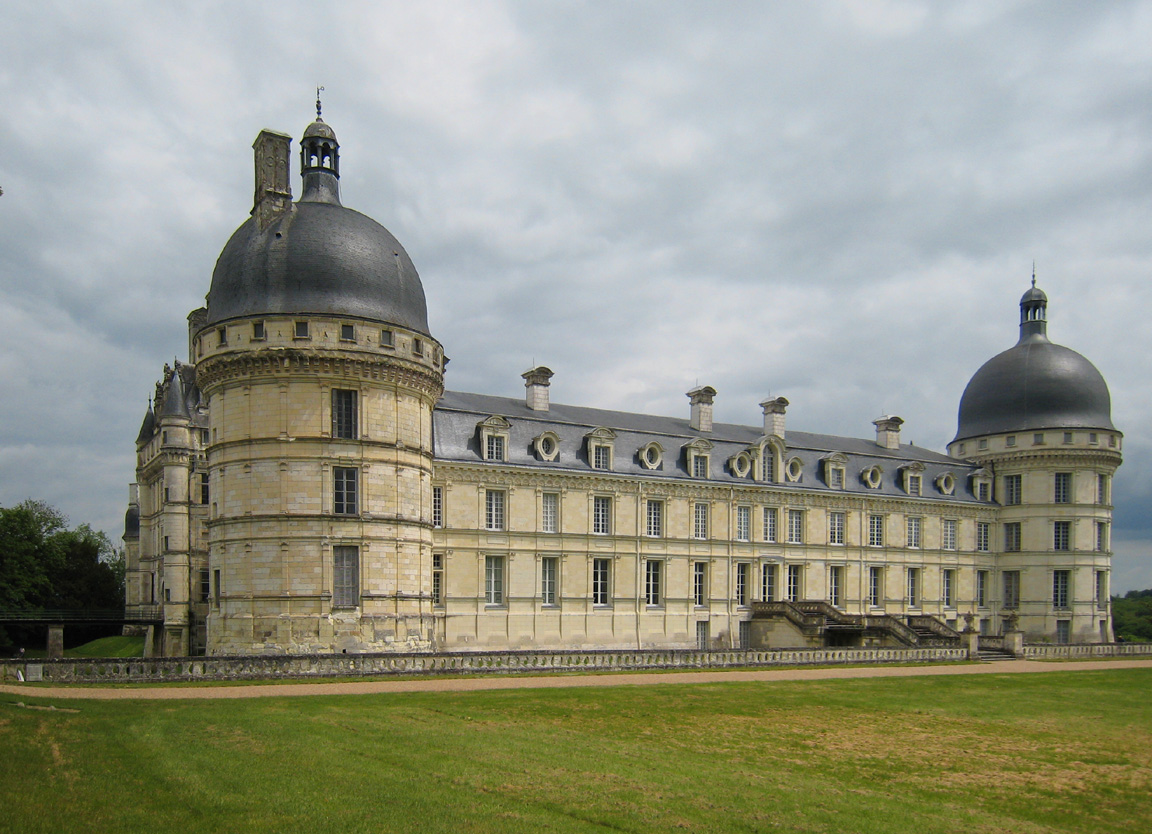
Castelo de Valençay, França.

O palácio foi construído, em proporções de realeza, pelos d'Estampes, uma família de financistas com uma tradição de mais de dois séculos. A construção começou em 1540, a pedido de Jacques d'Estampes, no local onde existia um castelo do século XII entretanto demolido, tendo sido concluído apenas no século XVIII, quando as torres sul lhe foram adicionadas. 
No século XVIII conheceu uma rápida sucessão de proprietários, incluindo o banqueiro escocês John Law, que adquiriu a propriedade em 1719. Quase um século depois, em 1803, Napoleão Bonaparte ordenou ao seu Ministro dos Negócios Estrangeiros, Charles Maurice de Talleyrand, que adquirisse a propriedade como um sítio particularmente apropriado para receber os dignitários estrangeiros, nomeadamente Fernando VII de Espanha, que haveria de passar seis prazerosos anos nesse cativeiro dourado.
O período de ocupação de Talleyrand foi a era dourada da história de Valençay, com vinte e três comunas a serem administradas pelo príncipe governante. O mais célebre empregado de Talleyrand em Valençay foi sem dúvida o seu chefe de cozinha, Marie-Antoine Carême. Depois da morte de Talleyrand, em 1838, o grande homem de estado foi inumado numa pequena capela fúnebre, no parque do próprio castelo. Os seus descendentes colaterais retiveram a posse da propriedade até 1952, quando a linhagem masculina se extinguiu. O último príncipe deixou a propriedade ao seu enteado, que a vendeu a uma associação de castelos históricos em 1979.
Os príncipes de Talleyrand-Perigord estavam inscritos entre a média nobreza alemã, em virtude do controle nominal do Ducado de Żagań, na  Silésia Prussiana (actualmente na Polónia). Devido a este detalhe técnico, o palácio foi poupado durante a ocupação alemã, ao tempo da Segunda Guerra Mundial. Tendo demonstrado a sua neutralidade pessoal, o Duque de Żagań viu tesouros do Louvre (como a Vitória de Samotrácia e a Vénus de Milo) protegidos em Valençay.

### Das origens aos d'Estampes

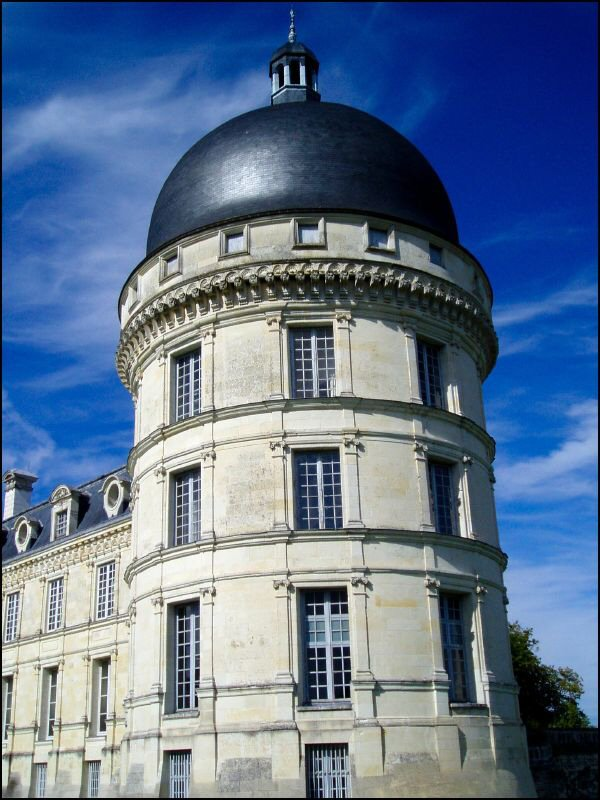
Torre na esquina do Castelo de Valençay.

A villa galo-romana de Valenciacus (domínio de Valans) precedeu um primeiro "pesado e maciço donjon de pedra" edificado no fim do século X ou no início do século XI. O primeiro senhor, conhecido por uma carta de doação datada entre 1026 e 1047, é Bertrand. 
Em 1220, Gauthier, dito senhor de Valençay, passa por ter sido o construtor do primeiro castelo feudal. Em 1268, pelo seu casamento com Jean, bastardo de Châlon, a sua descendante Alice de Borgonha transmitiu este importante senhorio, feudo do Duque de Orleães, Conde de Blois, à Casa de Châlon-Tonnerre.
Em 1410, Carlos de Orleães acordou uma diminuição de impostos "aos camponeses e habitantes de Valençay" reduzidos à miséria pelas epidemias, a passagem e o alojamento das tropas. 
Em 1451, o senhorio passou para Roberto II d'Estampes e, cerca de 1540, é Jacques I d'Estampes, marido de Jeanne Bernard, rico herdeiro angevino, que mamda arrasar o velho solar do século XII para o substituir por uma residência moderna, cujos planos são atribuíveis ao arquitecto Jean de l'Espine; à morte desse senhor, só estão acabados a fachada norte, o pavilhão de entrada e as torres de esquina. 
Os trabalhos só foram retomados na mrimeira metade do século XVII, por Dominique d'Estampes. A ala oeste foi destruída, restando apenas a ala leste. A decoração seria confiada a Pietro de Cortona e ao pintor Jean Mosnier. 
A residência tinha um bom vestíbulo e uma escadaria em mármore que conduzia a uma grande sala ornada por obras-primas do Renascimento, em particular uma "magnífica tapeçaria com fundo de paisagem", oferecida a Henri Dominique d'Estampes, e uma Virgem italiana oferecida pelo Papa Inocêncio X a Henri d'Estampes, sobrinho do Cardeal Achille de Valencay e embaixador de França em Roma.

### Uma visitante da noite
Em 1653, Mademoiselle de Montpensier, dita "a Grande Mademoiselle", passou pelo palácio e evocou-o assim nas suas Memórias:
Cheguei ali com tochas: pensei que estava a entrar numa residência encantada. Tem o corps de logis mais belo e magnífico do mundo (...) A gradação é muito boa e acede-se por uma galeria com arcos que tem magnificência (...) O apartamento corresponde bem à beleza da gradação pelos embelezamentos e móveis.
Nos séculos seguintes, o grande domínio foi, pouco a pouco, dividido pelas sucessões familiares e Philiberte Amelot, a viúva quase arruinada de Henri-Hubert d'Estampes cedeu, no início do século XVIII, metade ao especulador John Law, venda que, entretanto, seria anulada por decisão do Conselho do Rei.

### Os grandes trabalhos dofermier général
Em Julho de 1747, Valençay foi vendido a Jacques-Louis Chaumont de la Millière, e depois, vinte anos mais tarde, a Charles Legendre de Villemorien, fermier général (fazendeiro geral), que ali mandou realizar importantes trabalhos: reparação, construção da "Tour Neuve" a sul, demolição dos edifícios comuns, fechando o cour d'honneur a leste, supressão das janelas à francesa e do telhado da mansarda. Criou uma fiação, várias forjas, mandou restaurar as pontes sobre o Nahon e refazer a estrada de Selles-sur-Cher.
As suas forjas encontram-se em Luçay-le-Mâle, "anexo ao senhorio de Valençay (...) o castelo de Lucay parece ser da mesma época que o de Valençay: a sua posição é muito bela, domina a ferraria, a lagoa que a alimenta, a aldeia de Luçay e ravinas pitorescas". 
Sob o Terror, o seu filho, o Conde de Luçay, escapou por pouco da guilhotina, escondendo-se três dias e três noites na Floresta de Garsenland; detido, foi absolvido graças à sua esposa na qualidade de "empreendedor de trabalhos úteis à República".

### A bela casa de campo de Talleyrand
Em 1803, o Conde de Luçay, prefeito dos Palais Consulaires mas com pouco dinheiro, vendeu o enorme domínio, de 12.000 hectares repartidos por 23 comunas, por 1,6 milhões de francos a Charles-Maurice de Talleyrand-Périgord, ex-bispo de Autun, Ministro das Relações Exteriores do Consulado, obedecendo assim a Bonaparte - que  contribuiu para a compra - seguindo esta ordem: 
"Eu quero que vós tenhais uma bela terra, que vós aí recebais brilhantemente o corpo diplomático, os estrangeiros notáveis..."
Depois de se mudar para ali com a sua esposa, Catherine Worlée, Talleyrand encarregou Jean-Augustin Renard de restaurar e embelezar a sua nova propriedade; um pavilhão de caça foi, então, equipado e o parque transformado em parque à inglesa; o palácio foi remobilado no estilo arcaizante então em moda; o gabinete de trabalho acolhe, actualmente, móveis e objectos que haviam pertencido a Talleyrand, entre os quais um curioso cadeirão com foles. O mobiliário desta sala provém do seu hôtel particulier da Rua Saint-Florentin. A cama em estilo directório, adquirida por Talleyrand como recordação de Madame de Stael, deu o seu nome a um outro quarto.
Em 1902, o último Duque de Talleyrand-Valençay mandou fechar com portas-janelas a galeria com arcos do cour d'honneur, onde se enconteam os retratis em pé de vários antepassados de Talleyrand, pintados em 1810 pelo pintor Joseph Chabord (1786-1848), aluno de Regnault, autor de dois retratos equestres de Napoleão .
O célebre cozinheiro Marie-Antoine Carême, o "'chef de bouche" de Talleyrand, esteve no palácio quase todos os anos.

### Uma gaiola dourada para príncipes caídos
De 1808 a Dezembro de 1813, Fernando VII de Espanha, o seu irmão Carlos de Bourbon, o seu tio dom António e um séquiro numeroso foram aqui submetidos a prisão domiciliária; o Tratado de Valençay, que foi assinado no palácio na noite de 10 para 11 de Dezembro de 1813, deu-lhe a Coroa de Espanha e os três príncipes regressaram ao seu país no dia 12 de Março de 1814. 
A sua memória é evocada pelo "quarto do Rei de Espanha", por uma alameda coberta próxima do castelo e um por um assento de baptismo, datado de 23 de Junho de 1810 e guardada nos arquivos paroquiais, que leva a sua assinatura. Até uma data imprecisa do século XIX, na igreja paroquial existia um "São Fernando" da escola espanhola, numa moldura com as armas de Castela e Leão, oferecido pelo rei ao pároco aquando da sua partida. Queimado por uma vela colocada demasiado perto, foi em seguida substituída por uma cópia do pintor Jobbé-Duval.

### O benfeitor de Valençay

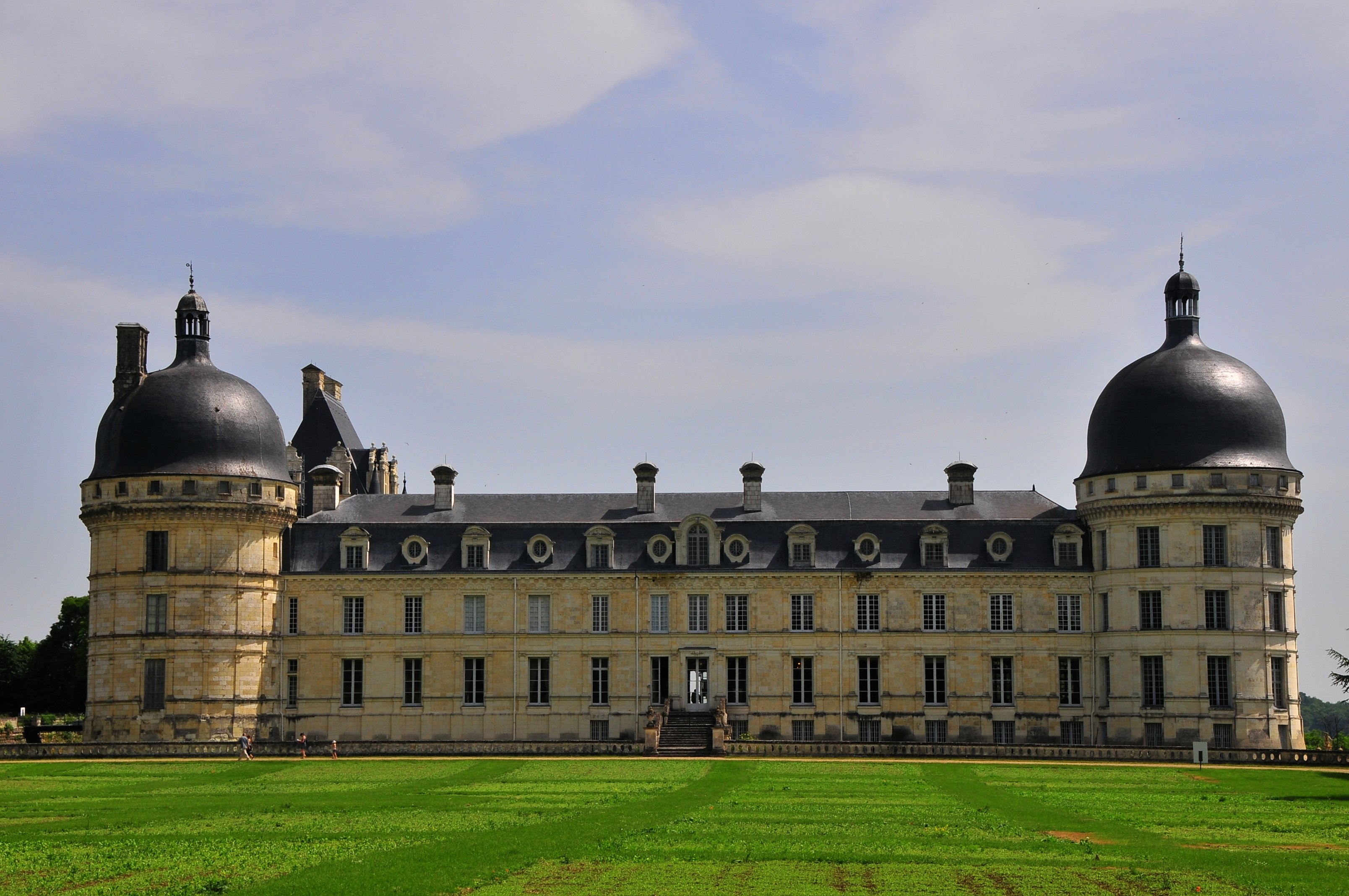
Vista frontal da ala oeste do Castelo de Valençay.

Talleyrand, que regressou e viveu no palácio a partir de 1816, foi conselheiro municipal e depois presidente da câmara municipal de Valencay, reconstituiu a fiação – que fornecia as fábricas de Châteauroux, de Issoudun e a casa Sellière em Paris e obteve  uma medalha na Exposição de Paris de 1819 – mandou erguer o campanário da igreja em 1836, criou um novo cemitério e deu um tereno para edificar a câmara municipal.
"Não há mendigos nem indivíduos absolutamente necessitados em Valencay, escrevia no dia 14 de Dezembro de 1825 o prefeito do Indre ao Ministro do Interior, porque M. de Talleyrand instalou oficinas onde há trabalho para todas as idades. Aqueles que a doença atinge são visitados, socorridos, consolados pelas irmãs de caridade que ele dotou e fixou nesta pequena cidade".R.P. Raoul.
Em 1818, tinha dividido uma propriedade, da qual entregou uma parte à comuna e consagrou a outra à fundação duma escola para as crianças pobres; ofereceu à Santa Elisabeth Bichier des Ages, de quem conhecia a obra pelo seu tio Talleyrand, Cardeal-Arcebispo de Paris, a possibilidade de fundar uma casa, acabada com uma capela em 1820. Esta foi decorada com lambris, mobiliário de carvalho esculpido, vitrais, uma "Fuga para o Egipto" atribuída a Le Sueur - que desapareceu no incêndio de 18 de Agosto de 1944 - e um cálice em prata dourada cinzelado e incustrado de lápis-lazúli, dado pelo Papa Pio VI a um Príncipe Poniatowski, Arcebispo de Cracóvia. Este cálice foi oferecido antes de 1834 por uma das suas sobrinhas, que viveu em Valençay e ali foi inumada, sendo depois entregue ao Duque de Valençay em 1905 e, por fim, transmitido ao Museu do Louvre.
Talleyrand, que se interessava pelo trabalho das religiosas, visitava frequentemente a chamada "Casa de Caridade" e levava ali os seus hóspedes, entre os quais o Bispo de Villèle, Arcebispo de Bourges, e, no dia 26 de Outubro de 1834, o duque de Orleães e um numeroso séquito. 
Por uma cláusula presente no seu testamento, datado de 9 de Março de 1837, Talleyrand, que morreu um ano depois, assegurou a perpetuidade do estabelecimento e expressou a vontade de ser ali inumado, tendo mandado criar para este efeito uma grande cripta sob o coro da capela da escola livre.

### Presentes de Louis-Philippe

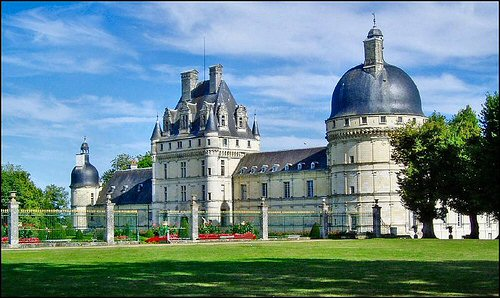
Vista parcial do Castelo de Valençay.

O rei mandou fazer para Valençay o retrato em pé de Francisco I, que construiu o castelo, e um outro da Grande Mademoiselle, que aqui esteve e o elogiou nas suas memórias. Também enviou a M. de Talleyrand o cadeirão que serviu para conduzir Luís XVIII e mandou-nos informar pela Madame que se fosse a Bordéus, passaria aqui".Duquesa de Dino
Talleyrand não teve filhos legítimos conhecidos, pelo que, em 1829, Carlos X criou o título de "Duque de Valençay" para o seu sobrinho-neto Napoléon-Louis (1811-1898), 3º Duque de Talleyrand, filho da Duquesa de Dino, marido de Anne Louise Alice de Montmorency; este titular viria a ser inumado no seu Principado de Sagan, junto à sua mãe. 
Em 1831, aquando da restauração da igreja, a sua mãe, Dorothée de Courlande e de Sémigalle, esposa do Duque de Dino e de Talleyrand, ofereceu um grande vitral carregando as suas armas familiares e de aliança acompanhadas pelas divisas dos Talleyrand-Périgord: "Re que Diou" ("Nada além de Deus) e "Spero Lucem", que lembra o lema huguenote: "Entre as trevas, eu espero a luz".
No dia 4 de Setembro de 1838, às 10 horas da noite, o Duque de Valençay, tendo sido autorizado por Louis-Philippe a enterrá-los na cripta, recebeu no cour d'honneur três caixões chegados de Paris dois dias antes: estes caixões continham os restos mortais do seu tio-avô, do irmão mais novo deste, Archambault-Joseph (1762-1838), - lugar-tenente geral dos exércitos do rei, falecido um mês antes dele - e da sua filha Marie-Pauline-Yolande de Périgord (1833-1836), que foram em seguida levados para a aldeia escoltados por guarda-caças, por batedores e por pessoal de serviço, todos levando tochas; foram depositados na igreja e a cerimónia oficial teve lugar no dia seguinte. 
Ali foram, igualmente, depositados: em Outubro de 1840, Charlotte-Dorothée de Talleyrand-Périgord, falecida poucas semanas antes; em 1905, a baronesa Anne-Alexandrine-Jeanne-Marguerite Sellière, duquesa de Talleyrand e de Sagan (mãe do último duque de Valençay) e, em 1910, Charles-Guillaume-Frédéric-Marie-Boson, Príncipe de Sagan em 1845, tornado em 1898 4º Duque de Sagan-Talleyrand (pai do último Duque de Valençay), oficial de cavalaria e célebre dandy do fim do século XIX, "que foi par de França e compadre de intrigas", segundo o seu primo Boniface de Castellane. 
Em 1883, Napoléon-Louis de Talleyrand-Périgord, Duque de Sagan e de Valençay, e a sua esposa, nascida Rachel Elisabeth Pauline de Castellane, ofereceram um vitral armoriado à igreja. 
O neto destes últimos, Paul-Louis-Marie-Archambaut-Boson (1867-1952), conhecido pelo seu último apelido, era igualmente Príncipe de Sagan, principado situado actualmente na Polónia, mas que antes da Segunda Guerra Mundial fazia parte da Silésia prussiana. Archambaut repousa, com a sua terceira esposa, nascida Marie-Antoinette Morel, na mesma cripta onde se encontra Talleyrand.
Segundo Waresquiel, até 1930, um vidro colocado no caixão deixava ver a cara mumificada de Talleyrand; depois que a entrada da cripta da capela tornada funerária ficou inteiramente livre, em 1953, este edifício, mantido na posse de Jean Morel, filho da 3ª esposa do último titular e seu herdeiro, ficou muito tempo fechado; tendo este assinado uma convenção com as colectividades locais, a cripta foi reaberta no dia 22 de Maio de 2010, depois de trabalhos realizados em 2009, durante uma cerimónia à qual assistiram os descendentes de Talleyrand. A "negra e sóbria sepultura", sarcófaco colocado ali há 172 anos num recesso, foi remontada na capela Notre-Dame .

### Depósito de obras do Património Nacional
Aquando da Segunda Guerra Mundial, o palácio abrigou uma parte das obras do Museu do Louvre, nomeadamente estatuária antiga, o Cabinet des Dessins e as jóias da Coroa, tendo escapado por pouco à destruição no dia 16 de Agosto de 1944. Nesse dia, uma divisão alemã (a 2ª Divisão SS Das Reich) investiu, de facto, sobre a cidade em represália pela morte pelos guerrilheiros de dois soldados alemães na borda da floresta que rodeia o palácio. 
O Duque de Talleyrand, valendo-se do seu título alemão de Príncipe de Sagan, e, sobretudo, Gérald Van der Kemp (futuro conservador-em-chefe Versailles) tiveram que negociar com os alemães para que eles poupassem o palácio e o seu conteúdo artístico insubstituível; este último narrou assim esse episódio:
Os alemães decidiram fusilar no local o Sr. Conservador (e) eu encontrei-e encostado ao muto frente a um pelotão pronto para atirar. Durante esse tempo, alguém já tinha posto fogo ao palácio. Eu era o único a saber onde se encontravam as condutas de água (...) Falei-lhes em algumas palavras das colecções (...). Tempo perdido. Então, exasperado, comecei a gritar: "Se Valençay arde, vós sereis fusilados em vinte e quatro horas, assim que alguém for anunciar ao marechal Goering o desaparecimento nas chamas de todos os tesouros de arte francesa: o oficial e o intérprete empalideceram. Fui imediatamente libertado. Com os habitantes de Valençay reunidos em grande número, consegui controlar o incêndio. Já os soldados tinham posto granadas sobre os móveis dos salões onde eu tinha mandado guardar o museu Guimet. O resgate durou quarenta e oito horas. Em Janeiro de 1945 deixei Valençay – depois das despedidas muito frias feitas ao duque – e instalei-me no Château de Montal onde se encontravam armazenadas todas as caixas do Louvre".
Na própria cidade, quarenta imóveis foram incendiados e oito pessoas foram assassinadas.
Acabado de chegar a zona livre, foi-me confiado o depósito de Valençay. Ou seja, a responsabilidade dos tesouros armazenados nas caves do palácio, propriedade do Duque de Valençay, que ali habitava (...) Estava ali a Vitória de Samotrácia, a Vénus de Milo, os Escravos de Miguel Ângelo, todo o Museu Camondo, os museus Cognacq-Jay, Guimet, de Arte Moderna, de Fontainebleau; mais as colecções Rothschild, David-Weil e outras da mesma importância, levadas para lá em camiões ao cuidado dos museus nacionais. De 1940 a 1944 vivi em Valençay. Assisti às conversações entre o Duque de Talleyrand e o Conde von Metternich, que tinha sido nomeado director alemão para a protecção das obras de arte (...) O duque também era Príncipe de Sagan, título alemão. Tinha pensado em vender as suas terras com o título ao marechal Goering. Este estava muito tentado a tornar-se Príncipe de Sagan, "devolvendo assim à Alemanha" um título caído nas mãos dos estrangeiros (...) O duque faleceu no seu leito tranquilamente. Em França, não se toca jamais nos duques".
A capela da escola livre foi destruída e reconstruída a partir de 30 de Dezembro de 1957.
Sem descendência directa, o último Duque de Valençay, Boson, legou os seus bens ao seu enteado (filho da sua terceira esposa), M. Morel, que vendeu o palácio, em 1979, a uma associação que incluia, nomeadamente, o departamento do Indre e a comuna de Valençay. 
Depois de vários anos, a orangerie do palácio (datada de 1785) deixou de abrigar o "Museu Talleyrand", tendo os objectos e móveis sido reinstalados no interior do palácio. 
Numerosos livros provenientes da biblioteca, adquiridos pelo Conde Moise de Camondo (1860-1935), estão conservados no Museu Nissim de Camondo .
O "Museu do Automóvel do Centro" (Musée de l'Automobile du Centre), que exibe mais de cinquenta carros antigos, também deixou as dependências - a antiga garagem, actualmente desaparecida, era o hangar onde Boson de Talleyrand-Valençay estacionava o seu avião pessoal - e foi transferido para a Avenue de la Résistance, dentro de um antigo supermercado situado próximo da gare, construído em tufa no início do século XX em terrenos doados pelos Talleyrand (classficado como Monumento Histórico).

## Arquitectura

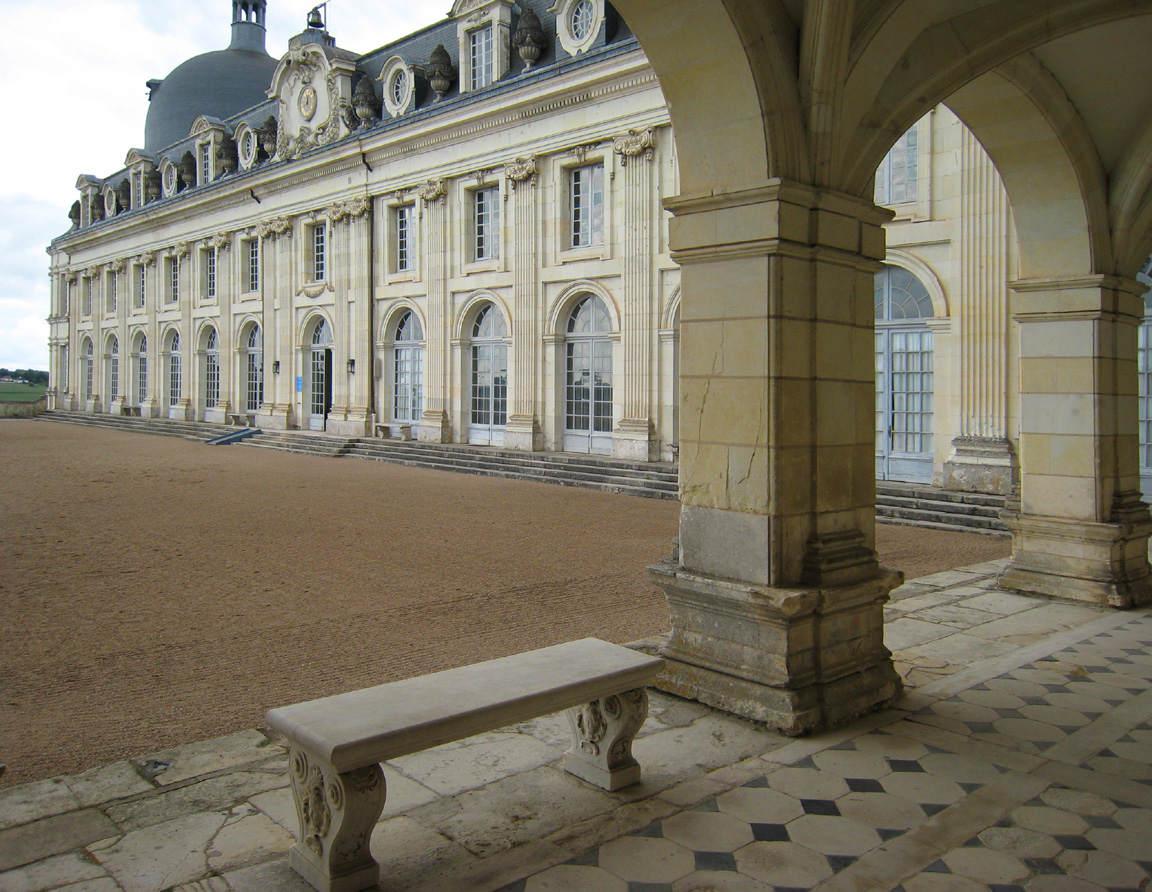
Ala oeste do Castelo de Valençay vista da galeria arcada.

A planta geral é de composição renascentista, com o palácio precedido a norte por um pátio e um ante-pátio quase circular. A entrada monumental comporta uma casa de guarda.
Relíquias do século XVI, incluem a rara torre redonda do vértice Oeste, coberta por uma cúpula à l'impériale, e o bloco central em forma de Torre de menagem (donjon), com uma fina torre em cada vértice, agrupadas em torno do telhado íngreme. As suas falsas ameias são evocativas da Idade Média, uma fórmula estilística retrospectiva, herdada do Château de Chambord, mas de alguma forma viciadas pelas amplas perfurações, incluindo trapeiras de características Renascentistas. Dos dois grandes corpos de edifícios terminados por pavilhões do lado sul, só a estrutura subsiste. 
O exterior está guarnecido com as três ordens clássicas sobrepondo-se nas pilastras: a dórica no piso térreo, a jónica no primeiro andar e a coríntia no segundo. Esta era uma característica inovadora, antecipando o classissismo francês. Uma galeria arcada contorna o pátio. Uma outra, com quase oitenta metros de comprimento, corre todo o primeiro andar e serve os apartamentos. A ala oeste, com as suas mansardas, data do século XVII.
Os comuns, datando do fim do século XVIII, são em estilo neoclássico e comportam a quinta, edifícios no pátio baixo, incluindo a ferraria. As cavalariças despostas em rotunda foram ampliadas entre 1809 e 1811 com um pédiluve (bacia para lavar pés) e um bebedouro, chamado de Fonte de Apolo. A veneria data do final do século XIX. 
Um teatro, cena italiana, decorado à antiga, data de 1808-1811. Uma geladeira está instalada no parque.
O palácio de Talleyrand ostenta um dos mais avançados interiores em Estilo império. Os salões abrigam mobiliário sumptuoso, principalmente do período Império; a residência possui uma centena de salas, entre os quais, vinte e cinco apartamentos senhoriais. Um dos numerosos interesses deste monumento é o facto de conservar o mobiliário nas salas abertas ao público, embpra, no início do século XX, uma parte deste tenha deixado o palácio. O quarto do rei Fernando VII de Espanha também é mostrado aos turistas. 
Até ao fim do século XIX, o edifício acolhia quadros de mestres antigos e uma importante biblioteca; uma carta de onze páginas, datada de 23 de Agosto de 1828, endereçada a Talleyrand, contém o inventário dos livros da sua biblioteca enviados para Valençay. O "Catálogo dos livros enviados para Valençay em 1819", manuscrito de oito páginas, foi vendido em leilão, em Paris, no dia 3 de Março de 2010.
A ala oeste contém o Museu Talleyrand, anteriormente instalado em edificios exteriores, onde também se encontrava o Musée de l'Automobile du Centre, entretanto mudado para instalações fora do complexo.

## Parques e jardins
A superficie do parque cobre cerca de quarenta hectares, sem contar com a área dos vinhedos de Talleyrand. 
O jardim à francesa data do início do século XX e uma parte das terras foi transformada em parque zoológico. Lamas, pavões e outros animais exóticos são mantidos no parque para providenciar divertimento aos turistas.
Nas dependências agrícolas do castelo foi construído um "théâtre de poche" (teatro de bolso) de 200 lugares, por Talleyrand, para a diversão dos príncipes de Espanha aquando da sua permanência forçada.

## Comentários de visitantes célebres
O Castelo de Valençay impressionou de tal forma alguns dos seus visitantes, que estes se sentiram compelidos a escrever sobre ele.
Dorothée, Duquesa de Dino e de Talleyrand , visita assídua do domínio, exprime desta forma a sua admiração:
Eu gostei muito deste belo lugar e encontrei-me todos os dias com um novo prazer. Depois de vinte anos que aqui venho, vi a região enriquecer-se e vi viver neste palácio as pessoas mais inteligentes dentre todas as regiões e todas as condições. Ouvi-as falar ocm uma urbanidade, um bom gosto tornados raros hoje em dia (...) Como não me sentir comovida com o nome de Valençay?
Também George Sand tece os maiores elogios ao palácio e ao seu parque:
Este lugar é um dos mais belos da terra e nenhum rei possui um parque mais pitoresco.

## Lembranças principescas em leilão
Um conjunto de "bibelots provenientes do palácio, pertencentes aos sucessores do Duque de Talleyrand-Valençay, Príncipe de Sagan", foi vendido no hôtel de vendas de Issoudun no dia 14 de Março de 2009, entre os quais uma caixa oferecida pelo Príncipe de Talleyrand à Marquesa de Jaucourt e talheres com a marca do palácio ou o sêlo dos Sagan.